# Potigny
Cet article possède des paronymes, voir Poligny, Pontigny et Puttigny.
Potigny est une commune française, située dans le département du Calvados en région Normandie, peuplée de 2 076 habitants.

## Géographie
La commune de Potigny est située à environ 23 kilomètres au sud de Caen et 9 kilomètres au nord de Falaise. Elle est desservie par la N 158 qui doit évoluer en A88. Cette autoroute reliera Caen à Alençon.

### Hydrographie
La commune est située dans le bassin Seine-Normandie. Elle est drainée par le Laizon et le fossé 03 de la Hunière,,.
Le Laizon, d'une longueur de 39 km, prend sa source dans la commune de Villers-Canivet et se jette  dans la Dives à Saint-Ouen-du-Mesnil-Oger, après avoir traversé 16 communes. 

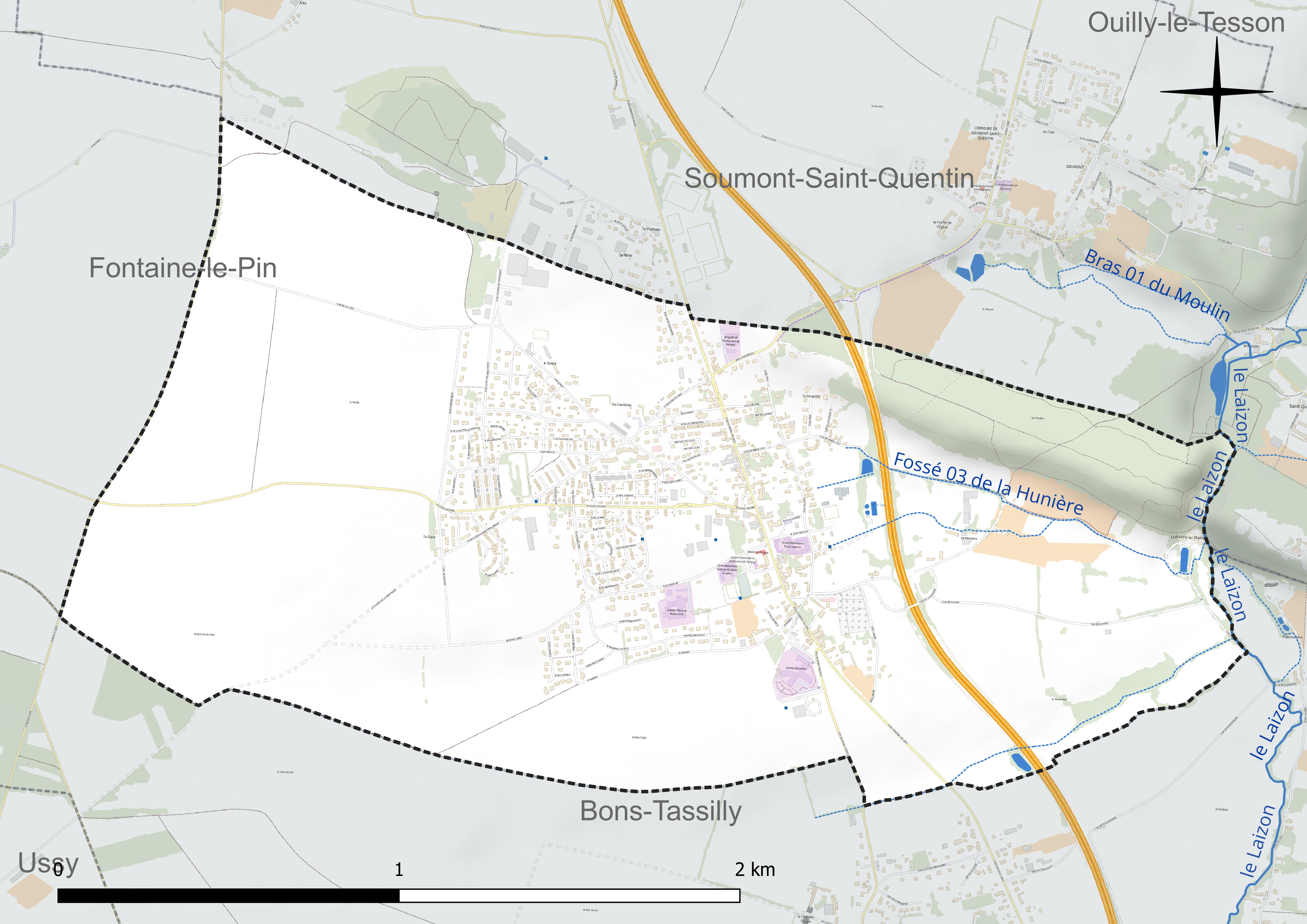
Réseau hydrographique de Potigny.

### Climat
Pour des articles plus généraux, voir Climat de la Normandie et Climat du Calvados.
En 2010, le climat de la commune est de type climat océanique altéré, selon une étude du CNRS s'appuyant sur une série de données couvrant la période 1971-2000. En 2020, Météo-France publie une typologie des climats de la France métropolitaine dans laquelle la commune est exposée à un climat océanique et est dans la région climatique  Normandie (Cotentin, Orne), caractérisée par une pluviométrie relativement élevée (850 mm/a) et un été frais (15,5 °C) et venté. Parallèlement le GIEC normand, un groupe régional d'experts sur le climat, différencie quant à lui, dans une étude de 2020, trois grands types de climats pour la région Normandie, nuancés à une échelle plus fine par les facteurs géographiques locaux. La commune est, selon ce zonage, exposée à un « climat des plateaux abrités », correspondant à la plaine agricole de Caen à Falaise, sous le vent des collines de Normandie et proche de la mer, se caractérisant par une pluviométrie et des contraintes thermiques modérées.
Pour la période 1971-2000, la température annuelle moyenne est de 10,2 °C, avec  une amplitude thermique annuelle de 12,8 °C. Le cumul annuel moyen de précipitations est de 788 mm, avec 12,4 jours de précipitations en janvier et 7,9 jours en juillet. Pour la période 1991-2020, la température moyenne annuelle observée sur la station météorologique la plus proche, située sur la commune de Saint-Sylvain à 10 km à vol d'oiseau, est de 11,5 °C et le cumul annuel moyen de précipitations est de 681,2 mm,. Pour l'avenir, les paramètres climatiques de la commune estimés pour 2050 selon différents scénarios d'émission de gaz à effet de serre sont consultables sur un site dédié publié par Météo-France en novembre 2022.

## Urbanisme

### Typologie
Au 1er janvier 2024, Potigny est catégorisée bourg rural, selon la nouvelle grille communale de densité à 7 niveaux définie par l'Insee en 2022.
Elle appartient à l'unité urbaine de Potigny, une unité urbaine monocommunale constituant une ville isolée,. Par ailleurs la commune fait partie de l'aire d'attraction de Caen, dont elle est une commune de la couronne,. Cette aire, qui regroupe 296 communes, est catégorisée dans les aires de 200 000 à moins de 700 000 habitants,.

### Occupation des sols
L'occupation des sols de la commune, telle qu'elle ressort de la base de données européenne d'occupation biophysique des sols Corine Land Cover (CLC), est marquée par l'importance des territoires agricoles (66,8 % en 2018), en diminution par rapport à 1990 (71,8 %). La répartition détaillée en 2018 est la suivante : 
terres arables (56,6 %), zones urbanisées (26,7 %), prairies (10,2 %), forêts (6,5 %). L'évolution de l'occupation des sols de la commune et de ses infrastructures peut être observée sur les différentes représentations cartographiques du territoire : la carte de Cassini (XVIIIe siècle), la carte d'état-major (1820-1866) et les cartes ou photos aériennes de l'IGN pour la période actuelle (1950 à aujourd'hui).

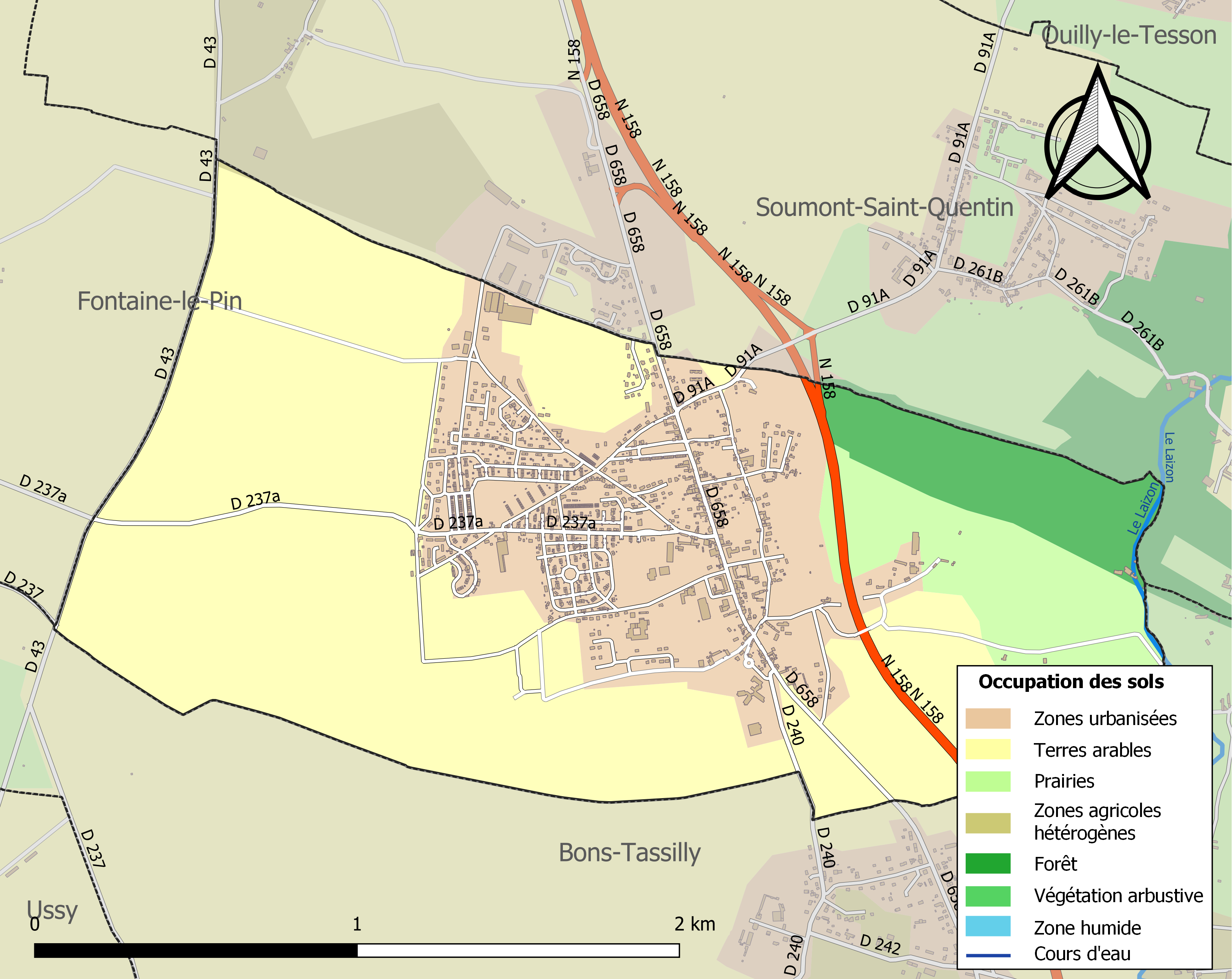
Carte des infrastructures et de l'occupation des sols de la commune en 2018 (CLC).

## Toponymie
Le nom de la localité est attesté sous la forme Postingneium en 1198.
Le nom de Potigny vient de Potiniacum (demeure de Potinus)[réf. nécessaire].
Le gentilé est Potignais.

## Histoire
Avant la Révolution française, l'ancien manoir de Potigny était le siège d'une haute justice.
De 1790 à 1802 la commune de Potigny est un chef-lieu de canton, puis elle est rattachée au canton de Coulibœuf lors du redécoupage cantonal de l'an IX (1801), puis à celui de Falaise-Nord.
En 1907, La Société des mines de Soumont voit le jour. Cette mine de fer métamorphose ce petit bourg rural en cité minière cosmopolite. Dès les années 1920, l'arrivée de populations étrangères pour travailler à la mine bouleverse le patrimoine local. Ce ne sont pas moins de dix-huit nationalités différentes qui viennent constituer la population. « La petite Varsovie » est le surnom donné à cette petite commune, à la suite de l'implantation d'une importante communauté polonaise.
Dès 1908, la construction de logements individuels et collectifs de brique rouge rappelle les corons du Nord de la France.
Fin des années 1940, la communauté polonaise érige sa propre chapelle « Notre-Dame-de-Czestochowa ». La messe y est dite par un curé polonais. Les mineurs attendront la fin des années 1950 pour dédier une chapelle à leur patronne, sainte Barbe.
La fermeture des mines de Soumont en août 1989 est un réel bouleversement pour Potigny.

## Politique et administration
| Période                                  | Période   | Identité                   | Étiquette   | Qualité                                                                        |
| ---------------------------------------- | --------- | -------------------------- | ----------- | ------------------------------------------------------------------------------ |
| Les données manquantes sont à compléter. |           |                            |             |                                                                                |
| 1894                                     | 1906      | Ernest Coudray             |             | Épicier                                                                        |
| 1906                                     | 1919      | Louis Lefèvre              |             | Rentier                                                                        |
| 1919                                     | 1944      | Paul Barbot                | RG puis PSF | Agriculteur, propriétaire Conseiller général de Falaise-Nord (1930 → 1940)     |
| 1944                                     | 1952      | Bernard Gibert (1907-2005) |             | Agriculteur Nommé maire par décret préfectoral                                 |
| 1952                                     | mars 1965 | Paul Barbot                |             | Agriculteur                                                                    |
| mars 1965                                | mars 1989 | René Brosseau (1923-2007)  | PCF         | Ancien secrétaire du syndicat des mineurs CGT du Bassin bas-normand            |
| mars 1989                                | mars 2014 | Jean-Marie Gasnier         | DVG         | Enseignant Président de la CC du pays de Falaise (2005 → 2014)                 |
| mars 2014                                | En cours  | Gérard Kepa                | SE          | Retraité de la fonction publique 3e vice-président de la CC du pays de Falaise |

Le conseil municipal est composé de dix-neuf membres dont le maire et cinq adjoints.

## Démographie
L'évolution du nombre d'habitants est connue à travers les recensements de la population effectués dans la commune depuis 1793. Pour les communes de moins de 10 000 habitants, une enquête de recensement portant sur toute la population est réalisée tous les cinq ans, les populations de référence des années intermédiaires étant quant à elles estimées par interpolation ou extrapolation. Pour la commune, le premier recensement exhaustif entrant dans le cadre du nouveau dispositif a été réalisé en 2004.
En 2022, la commune comptait 2 076 habitants, en évolution de +0,1 % par rapport à 2016 (Calvados : +1,58 %, France hors Mayotte : +2,11 %).
| 1793 | 1800 | 1806 | 1821 | 1831 | 1836 | 1841 | 1846 | 1851 |
| ---- | ---- | ---- | ---- | ---- | ---- | ---- | ---- | ---- |
| 375  | 359  | 376  | 370  | 380  | 400  | 396  | 404  | 402  |

| 1856 | 1861 | 1866 | 1872 | 1876 | 1881 | 1886 | 1891 | 1896 |
| ---- | ---- | ---- | ---- | ---- | ---- | ---- | ---- | ---- |
| 376  | 373  | 361  | 305  | 323  | 301  | 276  | 263  | 271  |

| 1901 | 1906 | 1911 | 1921  | 1926  | 1931  | 1936  | 1946  | 1954  |
| ---- | ---- | ---- | ----- | ----- | ----- | ----- | ----- | ----- |
| 239  | 223  | 451  | 1 473 | 1 731 | 2 742 | 2 420 | 2 403 | 2 694 |

| 1962  | 1968  | 1975  | 1982  | 1990  | 1999  | 2004  | 2006  | 2009  |
| ----- | ----- | ----- | ----- | ----- | ----- | ----- | ----- | ----- |
| 2 926 | 2 720 | 2 408 | 2 120 | 1 776 | 1 703 | 1 731 | 1 719 | 1 765 |

| 2014  | 2019  | 2022  | - | - | - | - | - | - |
| ----- | ----- | ----- | - | - | - | - | - | - |
| 2 021 | 2 079 | 2 076 | - | - | - | - | - | - |

## Culture locale et patrimoine

### Lieux et monuments
- L'église Notre-Dame-du-Rosaire (XIIIe siècle), qui fait l'objet d'une classement au titre des monuments historiques depuis le 11 octobre 1930[26]. La nef, le chœur, la tour carrée et le clocher datent du XIIIe siècle. Le porche d'entrée certainement du XIXe siècle, les fonts baptismaux du XVIIIe siècle.
- L'ancienne école des filles (rue Général-Leclerc). Premier bâtiment imposant de la ville construit avant la Première Guerre mondiale, elle est devenue la mairie.
- L'école de musique (rue Général-Leclerc), anciennement école des garçons. Elle fut construite sur le même modèle que l'école des filles se trouvant en face.
- Les châteaux d'eau (rue des Tulipes et rue de la Mine), construits lors de l'apogée de la mine de Soumont-Saint-Quentin. L'un des deux datant de 1912, situé rue Louis-Bouillard, a été rénové récemment et a retrouvé son éolienne.
- Les anciens bâtiments administratifs de la mine (rue de la Mine).
- Les lavoirs, disséminés dans les cités minières.

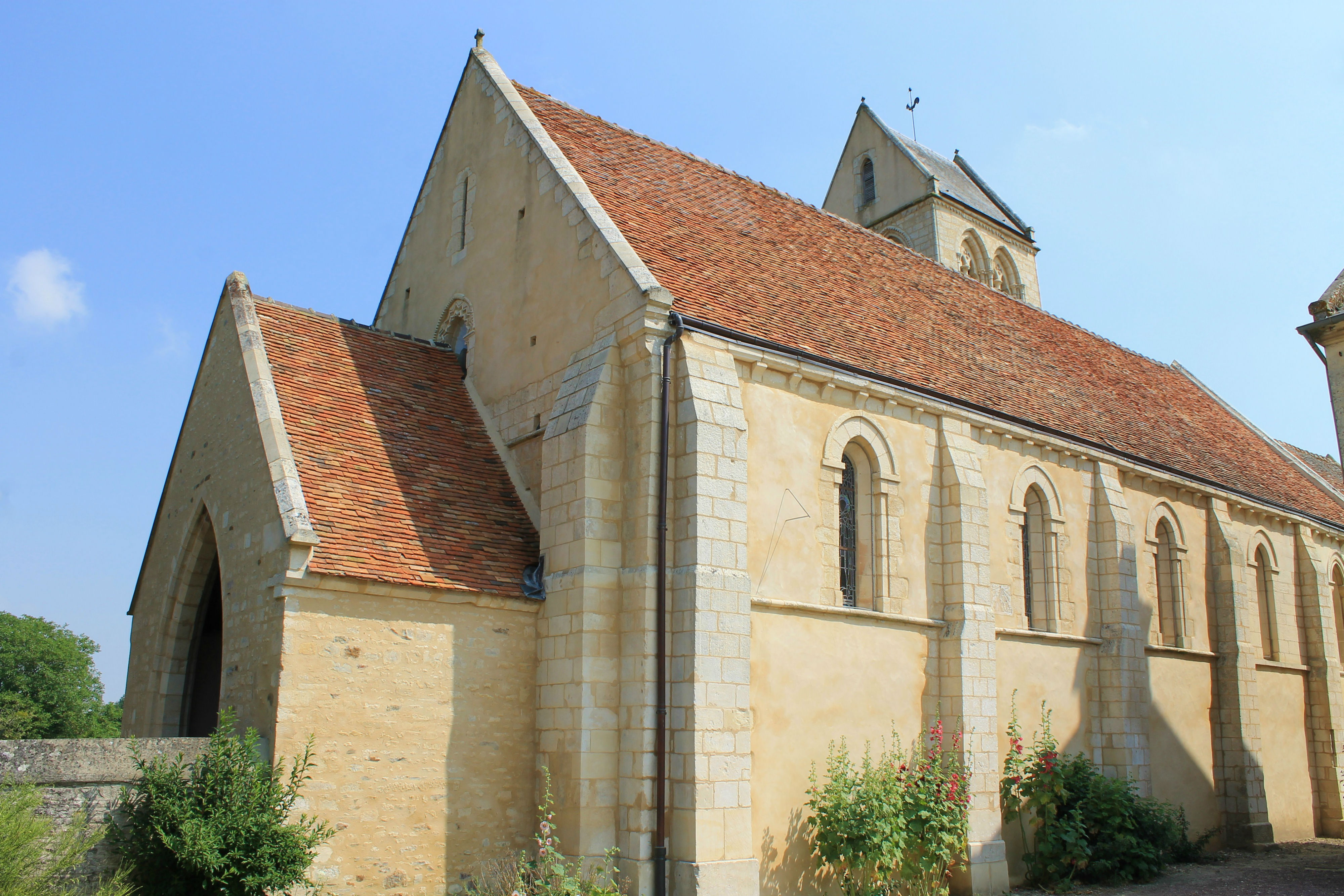
L'église Notre-Dame-du-Rosaire.
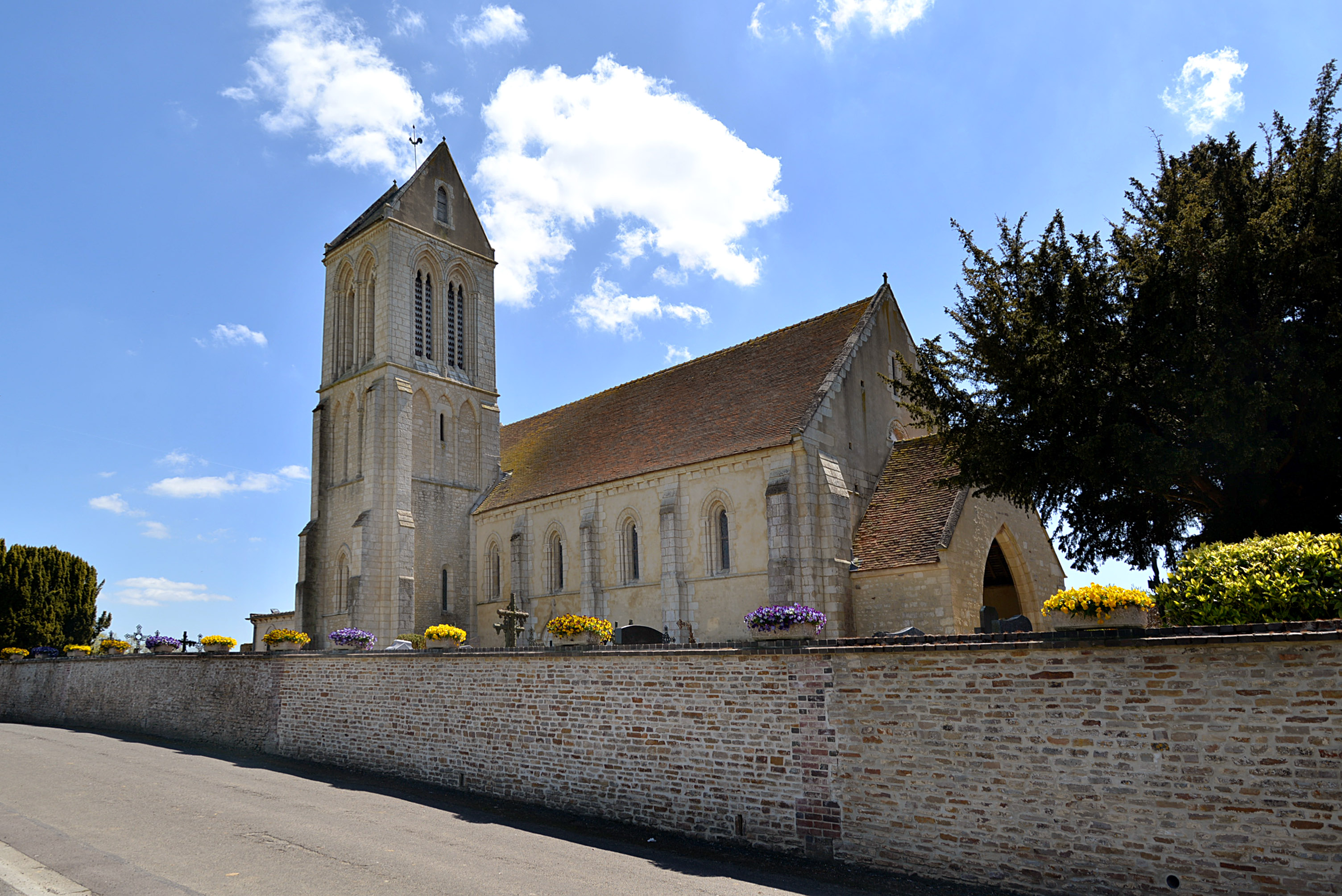
L'église Notre-Dame du Rosaire.
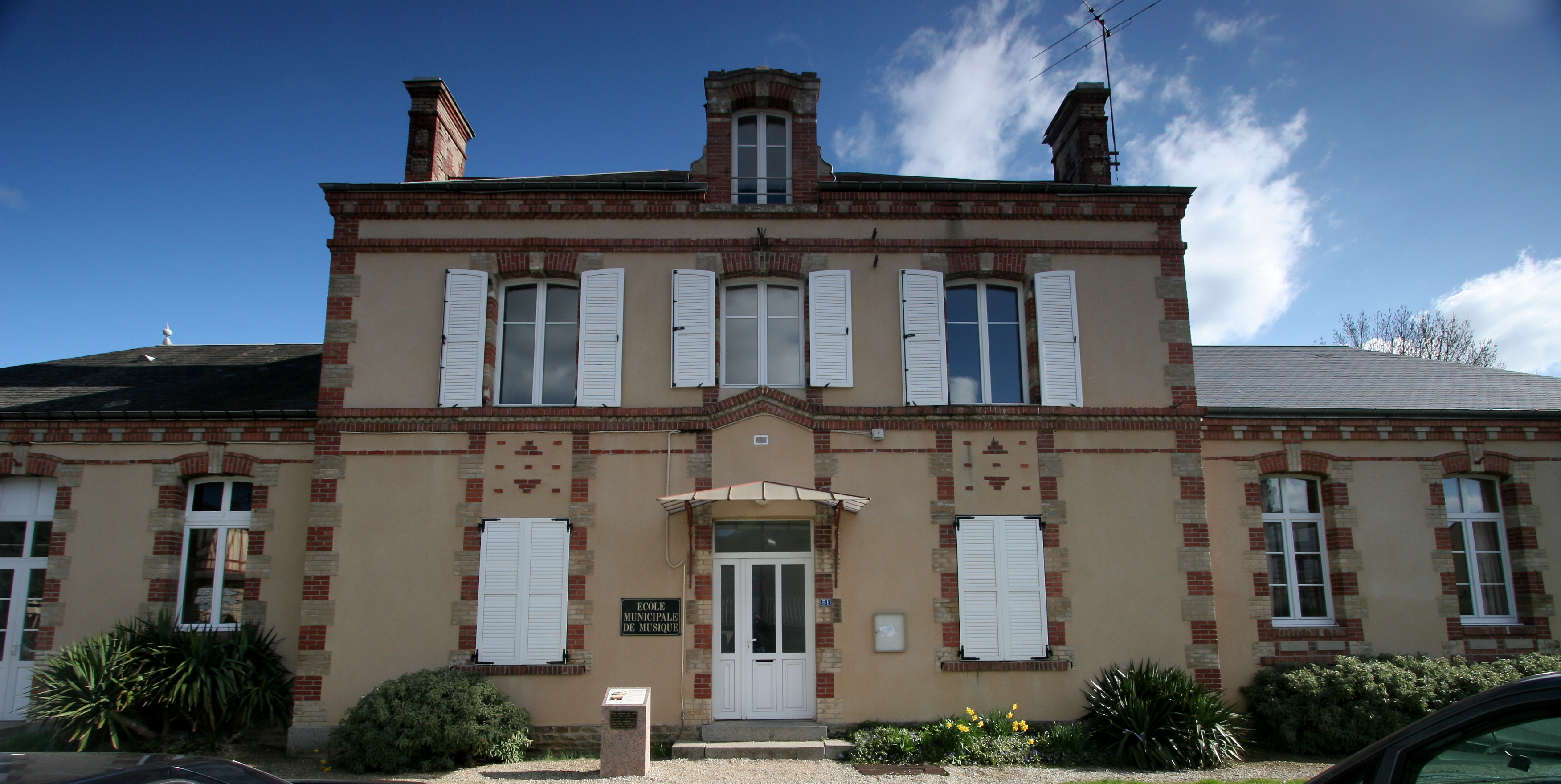
L'ancienne mairie, actuellement école de musique.
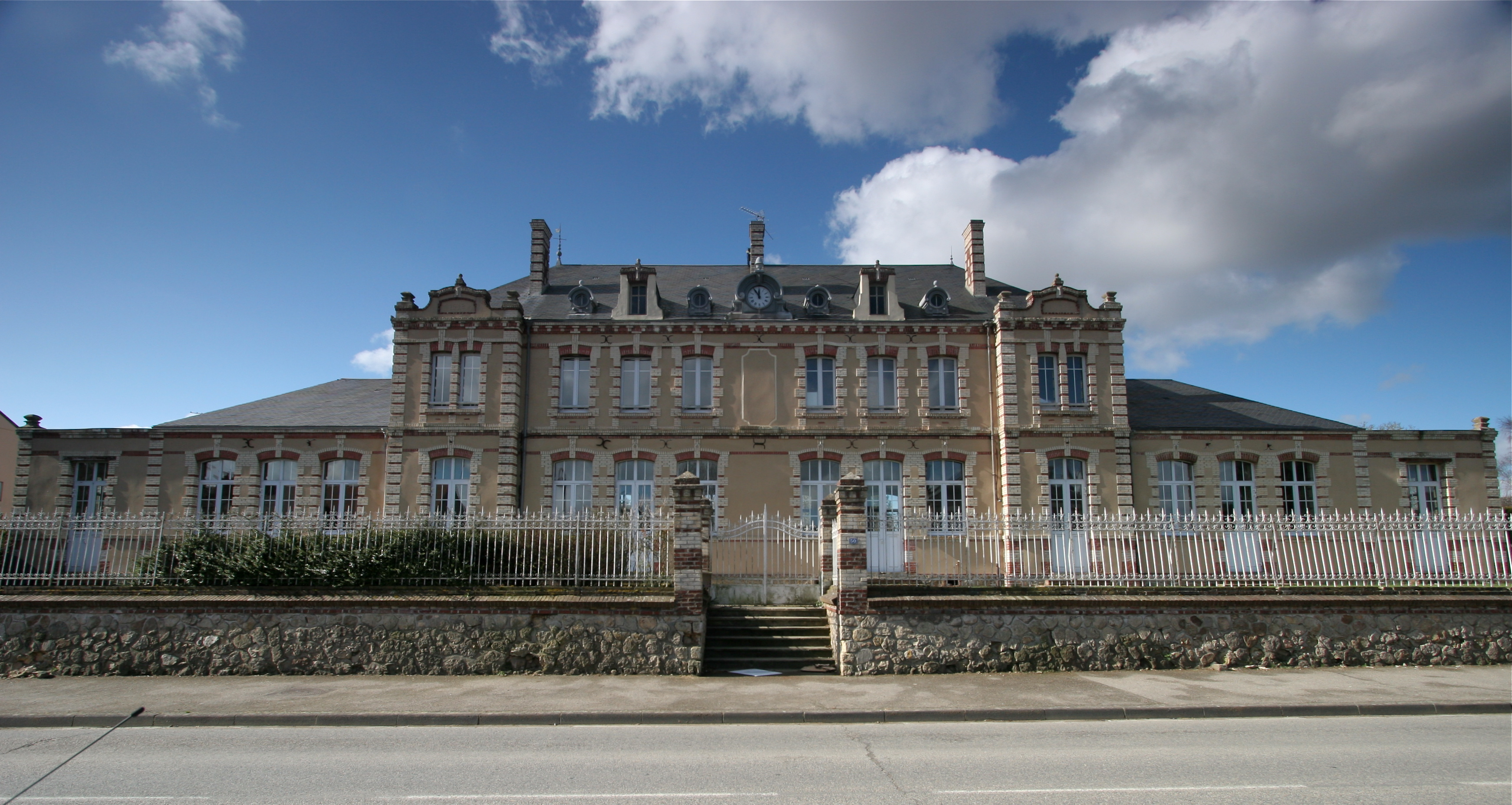
L'ancienne école des filles.
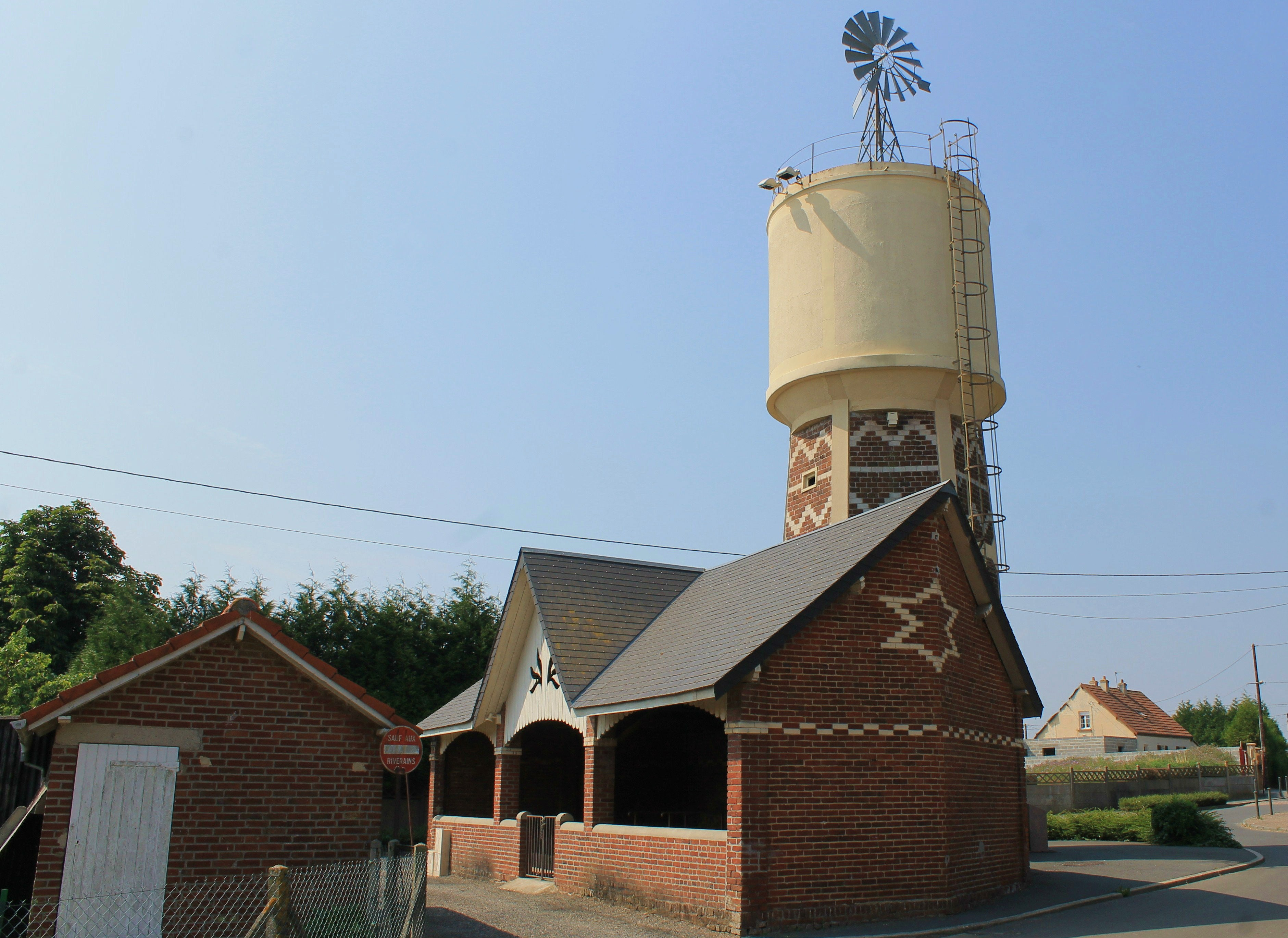
Le château d'eau et le lavoir de la cité ouvrière.
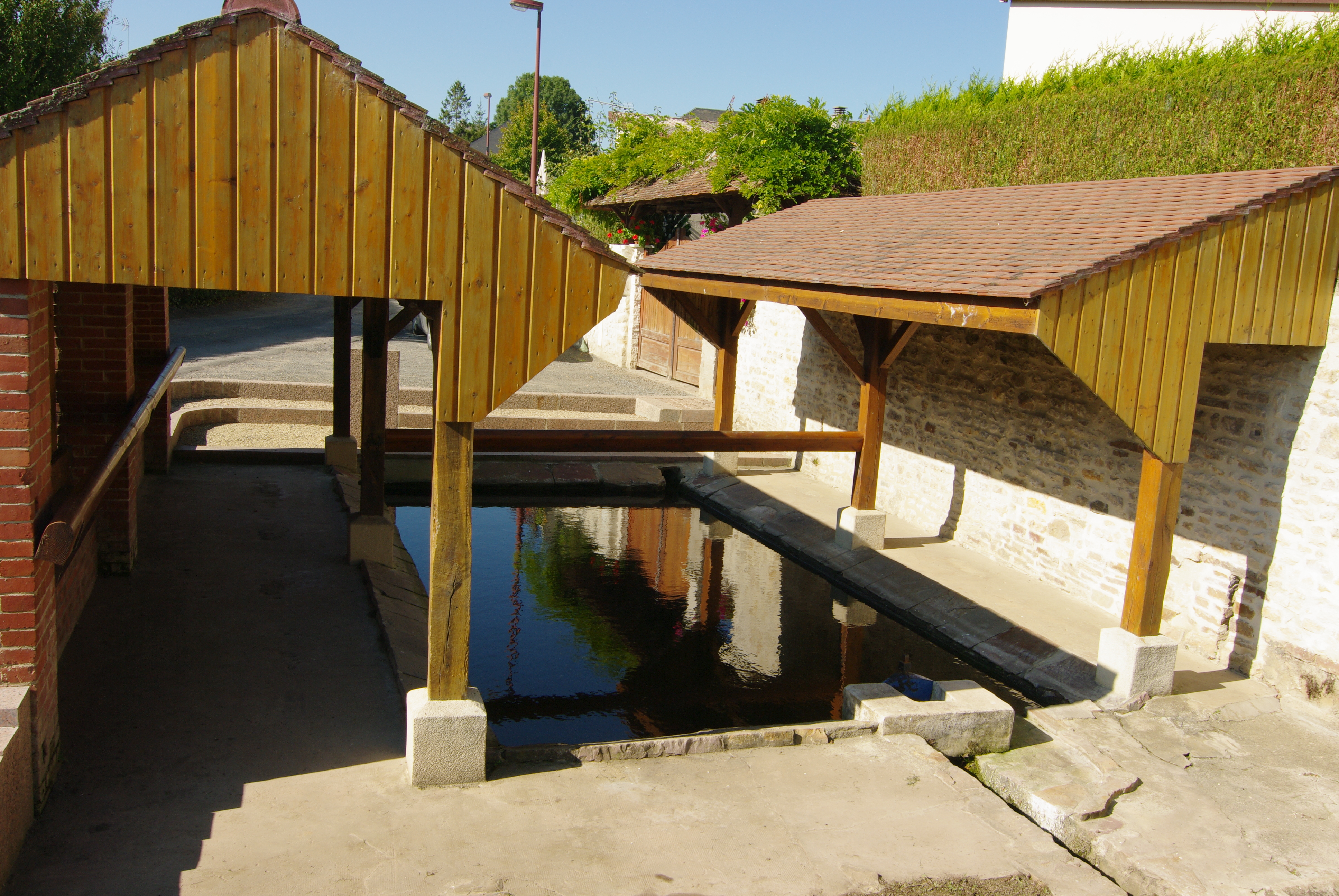
Lavoir.

### Activité et manifestations

#### Jumelages
- Jutrosin (Pologne) depuis 1993.
- Banwell (Royaume-Uni) depuis 1999.

### Personnalités liées à la commune

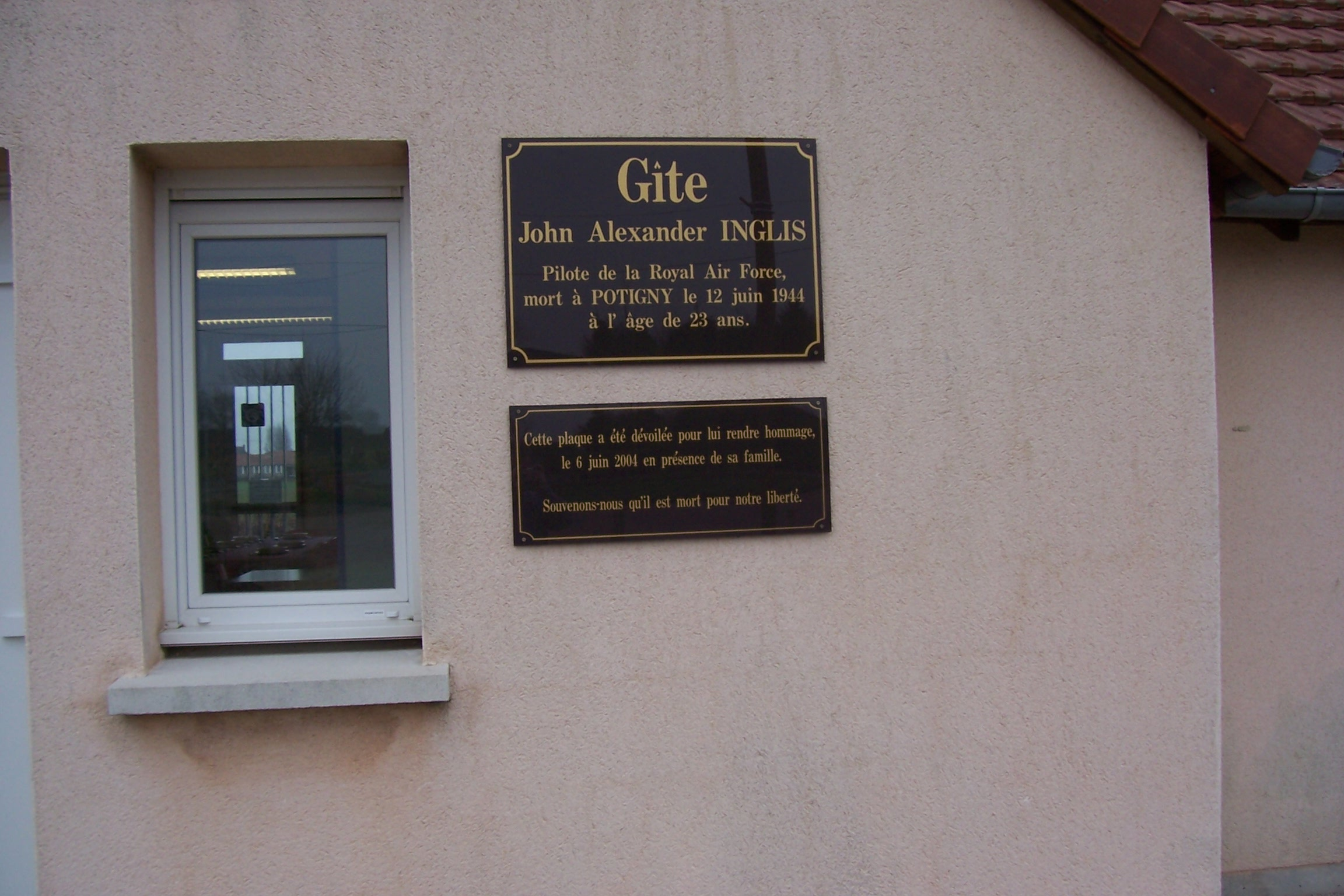
Plaque en l'honneur de John Inglis

- Maurice De Muer, né à Potigny (1921-2012), coureur cycliste.

### Héraldique
| Blason de Potigny | Blason  | De gueules au léopard d'or soutenu par une lampe de mineur et un pic passés en sautoir du même, à la filière d'or.        |
| Blason de Potigny | Détails | Le léopard d'or sur champ de gueules rappelle les armes de la Normandie. Le statut officiel du blason reste à déterminer. |

### Potigny dans les arts
- Michel Bussi a fait de Potigny la toile de fond de l'un de ses romans, Maman a tort (2015).